# الی، کانتال
الی، کانتال (به فرانسوی: Ally, Cantal) یک کمون در فرانسه است که در Canton of Pleaux واقع شده‌است.

## خصوصیات
الی ۲۳٫۱۱ کیلومترمربع مساحت و ۶۵۸ نفر جمعیت دارد و ۷۲۰ متر بالاتر از سطح دریا واقع شده‌است.